# Aerodactylus
Aerodactylus (лат.) — род птерозавров, содержащий единственный вид, Aerodactylus scolopaciceps, ранее рассматривался как один из видов птеродактиля.
Ископаемые остатки этого вида найдены только в зольхофенском известняковом карьере в Баварии, Германия, и датируются верхним юрским периодом (титонский век), примерно 150,8—148,2 млн лет назад. Как и у всех птерозавров, крылья Aerodactylus были образованы кожно-мышечной мембраной, простирающейся от удлинённого четвёртого пальца до задних конечностей. Изнутри мембрана поддерживалась коллагеновыми волокнами, а снаружи — кератиновыми рёбрами жёсткости. Несколько хорошо сохранившихся окаменелостей показали, что тело Aerodactylus имело короткий, густой покров из щетинистого волоса. Голова несла короткий треугольный гребень, а также обратно-направленную складку.
Род назван в честь одного из покемонов, Аэродактиля.

## Описание
Aerodactylus хорошо известен по шести ископаемым образцам и, несмотря на то, что все они принадлежали подростковым особям, их скелеты сохранились полностью. Открытие нескольких образцов с хорошо сохранившимися следами мягких тканей позволило учёным достоверно реконструировать внешний облик Aerodactylus.
Черепа этих летающих рептилий были узкими и длинными. Челюсти содержали в среднем 64 зуба, в передней части зубы росли гуще. Зубы были загнуты назад в обеих челюстях; зубной ряд заканчивался перед предглазнично-носовым отверстием — крупнейшим отверстием в черепе. В отличие от некоторых родственных видов, череп и верхняя челюсть были слегка изогнуты вверх, а не были прямыми. На самом конце челюстей присутствовал маленький клюв, с верхним и нижним крючком, по размеру не больше, чем зубы, окружающие его.
Длинная шея птерозавра была покрыта щетинистым волосом. От середины челюсти до шеи простирался горловой мешок.
Aerodactylus, как и родственные ему птерозавры, имел гребень на черепе, состоящий в основном из мягких тканей. Один из образцов показывает гребень вероятной треугольной формы, проходящий сверху над задней половиной предглазнично-носового отверстия и глаза; гребень был от 44 до 51 мм длиной (от 38 до 45 % от общей длины черепа) и достигал максимальной высоты 9,5 мм.
Беннет (2013) ссылается на других авторов, которые утверждают, что мягкие ткани гребня птеродактиля тянутся назад за череп; сам Беннет, однако, не нашёл никаких доказательств существования гребня, проходящего мимо задней части черепа. Задняя часть черепа несла небольшую складку, которая формировала конусообразную конструкцию, направленную назад. Складка состояла главным образом из длинных усиленных волокон, скрученных вместе в виде спирали внутри конической оболочки из мягкой ткани.
Крылья были длинные, а на мембране, по всей видимости, не было волосяного покрова, в отличие от многих других птерозавров, таких как Pterorhynchus и Jeholopterus. Мембрана крыла тянулась между пальцами передних и задних конечностей наподобие паутины, присутствовала также вторичная мембрана между задними ногами (уропатагиум) и мембрана между запястьем и плечом (пропатагиум). На когтях пальцев всех конечностей находились кератиновые оболочки, которые вытягивались и загибались в острые крючки, выходящие далеко за пределы костных ядер.

## История названия
В 1850 году Герман фон Майер описал образец, ныне известный, как BSP AS V 29 a/b, в качестве нового вида Pterodactylus longirostris. Pterodactylus longirostris является младшим синонимом Ornithocephalus antiquus, но Pterodactylus заменил Ornithocephalus в популярном использовании. В 1860 году Майер повторно обсудил образец BSP AS V 29 a/b в своём труде Fauna der Vorwelt, на этот раз под названием Pterodactylus scolopaciceps. Циттель и Вагнер применили исключение к новому виду Майера, и в 1883 году он был соотнесён с видом Pterodactylus kochi. Бруали описал второй экземпляр и использовал наименование Pterodactylus scolopaciceps, в полной уверенности, что это валидный вид. Тем не менее, название не закрепилось, и Велльнхофер посчитал младшим синонимом P. kochi. В 2013 году Беннет пересмотрел P. kochi и пришёл к выводу, что название P. kochi было парафилетическим. Когда Видович и Мартилл отделили P. scolopaciceps от P. kochi, то сочли их настолько различными, что дали первому собственное наименование Aerodactylus, происходящее от греческих слов, означающих «ветряной палец», но выбрали в качестве отсылки персонаж медиафраншизы Покемон Aerodactyl, основанный на различных видах птерозавров.